# Pero honestaria
Pero honestaria är en fjärilsart som beskrevs av George Duryea Hulst 1902. Pero honestaria ingår i släktet Pero och familjen mätare. Inga underarter finns listade i Catalogue of Life.